# Did It Again (chanson de Kylie Minogue)
Singles de Kylie Minogue
Some Kind of Bliss
(1997) Breathe
(1998)
Clip vidéo
[vidéo] « Did It Again », sur YouTube
Did It Again est une chanson de l'actrice et chanteuse australienne Kylie Minogue extraite de son sixième album studio,  sorti en 1997–1998 et intitulé Impossible Princess (ou simplement Kylie Minogue en Europe, y compris le Royaume-Uni).
C'était le deuxième single tiré de cet album (après Some Kind of Bliss). Au Royaume-Uni, la chanson a été publiée en single le 24 novembre 1997 et l'album n'est sorti qu'en mars de l'année suivante.
Le single a débuté à la 14e place du hit-parade britannique (pour la semaine du 30 novembre au 6 décembre 1997).

## Composition
La chanson est écrite par Kylie Minogue et deux membres des Brothers in Rhythm : Steve Anderson et Dave Seaman.